# La Prairie
Pour les articles homonymes, voir Prairie et La Prairie (homonymie).
La Prairie est une municipalité du Québec. Elle fait partie de la MRC de Roussillon dans la région de la Montérégie. Elle est située  sur la Rive-Sud de Montréal.

## Toponymie
« La Prairie » est aujourd'hui la graphie officielle; cependant par le passé « Laprairie » était la forme la plus courante, et « LaPrairie » a aussi été employée.
La Commission de toponymie écrit à son propos : « À cette époque, « prairie » constituait un terme très répandu dans les désignations de fiefs et de terres, connotant un aspect publicitaire, descriptif et même juridique. Lors de la création de la municipalité du village de Laprairie (de la Magdelaine) en 1846, par suite de son détachement de celle de Laprairie créée un an plus tôt, laquelle comprenait la paroisse de Notre-Dame de Laprairie de La Magdelaine (1692), on a mis à contribution à la fois l'élément naturel et l'anthroponyme qui l'identifiait. Lors de l'adoption du deuxième décret d'érection de la paroisse en 1835, on lui attribue le nom de La Nativité de la Sainte-Vierge de Laprairie de la Magdelaine. En 1909, lors de l'obtention du statut de ville, la dénomination était amputée de son second élément en raison de l'usage local. »

## Histoire

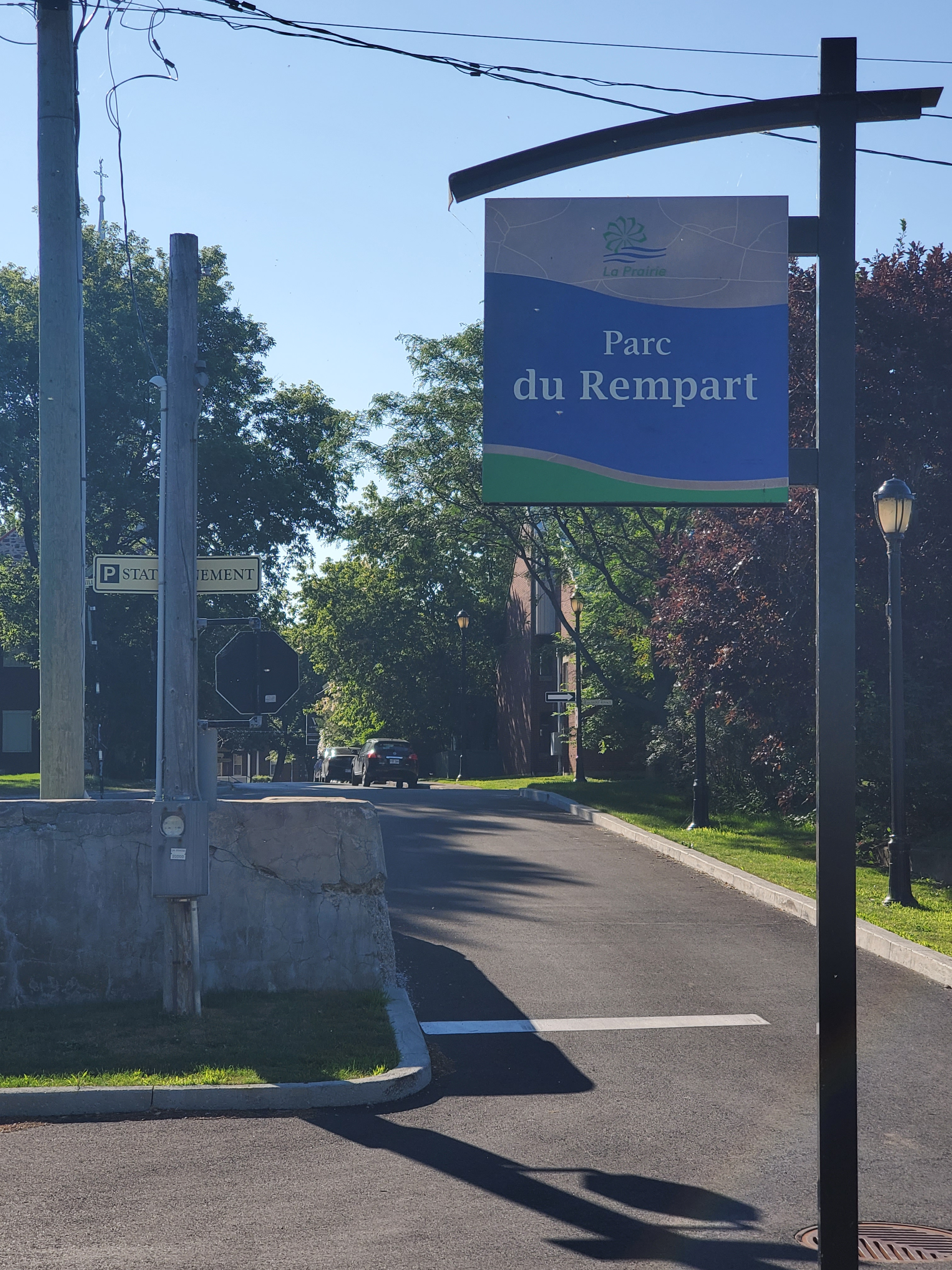
Vue d'une rue du Vieux-Laprairie.

Ce sont les Jésuites qui occupèrent en premier le site actuel de La Prairie La Prairie de la Magdelaine et antérieurement appelé Saint-François-Xavier-des-Prés. La seigneurie de la Prairie-de-la-Madeleine leur fut accordé par Jacques de La Ferté de la Compagnie des Cent-Associés en 1647. C'est à La Prairie que se déroule l'histoire de Kateri Tekakwitha. La Prairie fut fondé en 1667, date où les premiers colons et les Jésuites vinrent s'y installer.
En 1668, le site était nommé sous le nom iroquois de Kentaké qui signifie « à la prairie ». Dans le début de l'histoire montréalaise, le territoire de La Prairie fut à de nombreuses reprises visité par des Iroquois et des Anglais de New York, entre autres lors de l'expédition anglo-iroquoise en 1691. La bataille de La Prairie eut lieu lorsque, le matin du 11 août 1691, les troupes anglaises de Pieter Schuyler décidèrent d'attaquer le fort La Prairie.
Durant la guerre d'indépendance américaine, le quartier-général des mercenaires allemands au Canada est établi sur ce site.
En 1845 est fondée la municipalité du village de Laprairie. Un an plus tard, c'est celle de Laprairie-de-la-Magdelaine qui est créée. C'est en 1909 que La Prairie obtint son statut de ville.
La réalisation d'un chemin de fer, le premier au Canada, entre La Prairie et Saint-Jean-sur-Richelieu accéléra grandement le développement commercial du village. Le transport maritime a également joué un rôle très important dans l'histoire laprairienne.
La Collection d'archives de la ville de Laprairie est conservé au centre d'archives de Montréal de Bibliothèque et Archives nationales du Québec. De plus, le centre d'archives de Montréal conserve le fonds d'archives de la paroisse de La-Nativité-de-la-Sainte-Vierge (église de La-Nativité-de-La-Prairie).

### Évènements majeurs
L’histoire de la municipalité est à deux reprises bouleversée par des incendies majeurs, qui ont considérablement affecté son économie et réduit son influence sur la région.
Le 4 août 1846, Laprairie est victime d’un premier incendie qui laisse une majeure partie du vieux bourg (équivalent à ce qui est désigné depuis 1975 comme « l’arrondissement historique ») en ruines. Une forge est suspectée d’être le point d’origine, et l’équipement défectueux de la caserne de pompiers locale n’a pas permis d’empêcher la propagation des flammes, menant à une intervention tardive de volontaires et professionnels originaires de Montréal et Longueuil. Un article du quotidien d’époque La Minerve estime une perte totale d’au moins 75 000 dollars canadiens et qualifie le village au lendemain des évènements d’« immense monceau de ruines ». De son côté, la Société d’Histoire de La Prairie-de-La-Magdeleine note la perte de 350 bâtiments. L’urgence de reconstruire à la suite du désastre mène à une utilisation accrue de bois dans les nouvelles structures, dû à la facilité de son obtention. Cet évènement, couplé à d'autres facteurs, contribue à réduire de façon significative l'essor économique de la municipalité. L’évènement est aujourd’hui peu connu du grand public, mais constitue tout de même un pilier central de l’histoire locale.
Le deuxième incendie, survenu en juillet 1901 dans la section nord de la municipalité, est nettement moins important que le premier et détruit 25 bâtiments dont le couvent original des Sœurs de la Providence. Si peu de détails sont disponibles sur le sujet, il est dit que cet évènement, couplé à la présence de nombreuses briqueteries, initia un tournant architectural favorisant un usage plus considérable de la brique. L'église de La-Nativité-de-la-Sainte-Vierge, outre son apparence distinctive, est également notable pour avoir survécu à ces deux incidents, bien qu'elle ait été altérée à de nombreuses reprises pour d'autres raisons.

## Géographie
La rivière Saint-Jacques traverse la municipalité du sud au nord où elle la délimite en coulant vers le nord-ouest jusqu'à sa confluence avec le fleuve Saint-Laurent.

### Climat
Bien que chaud l'été comme froid l'hiver, La Prairie se démarque par un climat généralement tempéré. Celui-ci se fait d'ailleurs plus sentir le printemps et l'automne. Les hivers y sont froids et parfois longs (la neige est habituellement présente de la mi-novembre à la mi-avril), avec des températures inférieures allant parfois jusqu'à moins 30 degrés Celsius, sans y ajouter le facteur éolien. Les précipitations de neige peuvent souvent atteindre 40 cm d'épaisseur. L'été, les températures annuelles peuvent excéder les 30 degrés, ce qui ponctue la température de canicules fréquentes.

## Démographie
| 1991   | 1996   | 2001   | 2006   | 2011   | 2016   | 2021   |
| ------ | ------ | ------ | ------ | ------ | ------ | ------ |
| 15 237 | 17 128 | 18 896 | 21 763 | 23 357 | 24 110 | 26 406 |

Le recensement de 2021 y dénombre 26 406 habitants, soit 9,1 % de plus qu'en 2016.

## Administration
Le maire de la ville est Frédéric Galantai, élu lors des élections municipales de 2021, et ce, pour une durée de quatre ans. Auparavant, la fonction était assurée par Donat Serres, élu en octobre 2014, à la suite du décès de Lucie F.-Roussel. Cette dernière a succombé à plusieurs piqûres de guêpes.
| La Prairie Maires depuis 2003                                                                                        |                   | |          |
| Élection | Maire             | Qualité | Résultat |
| 2003 | Guy Dupré         | Maire de 1991 à 2005                                                                                       | Voir     |
| 2005 | Lucie Roussel     | Candidate libérale de La Prairie en 2012 Conseillère municipale de 1999 à 2005 Décédée en fonction en 2014 | Voir     |
| 2009 | Lucie Roussel     | Candidate libérale de La Prairie en 2012 Conseillère municipale de 1999 à 2005 Décédée en fonction en 2014 | Voir     |
| 2013 | Lucie Roussel     | Candidate libérale de La Prairie en 2012 Conseillère municipale de 1999 à 2005 Décédée en fonction en 2014 | Voir     |
| 2014 | Donat Serres      | Conseiller municipal de 2005 à 2014                                                                        | Voir     |
| 2017 | Donat Serres      | Conseiller municipal de 2005 à 2014                                                                        | Voir     |
| 2021 | Frédéric Galantai | | Voir     |
| Élection partielle en italique Depuis 2005, les élections sont simultanées dans toutes les municipalités québécoises |                   | |          |

## Personnalités
- Aimé Guérin (1832-1909), draveur canadien.
- Claude Guilmain (1958-), dramaturge.
- Louis Saint-Hilaire (1860-1922), peintre, illustrateur, décorateur d'églises et restaurateur d'art.
- Tancrède Sauvageau (1819-1892), maire de La Prairie, député.
- Thomas-Auguste Brisson (12 octobre 1852-18 décembre 1937), médecin et maire, auteur d'une correspondance de 2 700 lettres et qui a donné son nom au Parc Thomas-Auguste-Brisson[19].
- François Malepart de Beaucourt (1740-1794), peintre.
- Emmanuel Desrosiers (1897-1945), écrivain.
- Edme Henry (1760-1841), homme d'affaires et politicien.
- Jean-Baptiste Varin (1810-1899), homme politique.
- Chantal Lamarre (1963-), comédienne, chroniqueuse, animatrice, écrivaine et metteure en scène.
- Hermine Lancette (1861-1943), une autrice, journaliste et institutrice québécoise.
- Marilyse Bourke (1976-), comédienne[20].

## Transport
Le transport en commun est assuré par l'organisme Exo Le Richelain, également responsable des municipalités voisines de Candiac et de Saint-Philippe. Plusieurs lignes d'autobus internes desservent la municipalité et les autres municipalités voisines, alors que d'autres lignes les relient plutôt à Longueuil ou Montréal. Des lignes de taxibus existent également pour desservir les quartiers les moins densément peuplés.
La Prairie est traversée par plusieurs axes routiers provinciaux, notamment les autoroutes 15 et 30 ainsi que les routes 104, 132, 134 et 217.

## Éducation
La Prairie compte quatre écoles primaires et deux écoles secondaires du centre de services scolaire des Grandes-Seigneuries (auparavant la Commission scolaire des Grandes-Seigneuries). Un collège privé se trouve également sur le territoire de la municipalité. La Commission scolaire Riverside dessert les élèves anglophones de la ville, bien qu'aucune école ne se trouve à La Prairie.
Établissements primaires :
- École Émilie-Gamelin
- École Jean-XXIII
- École Notre-Dame-Saint-Joseph
- École de la Petite-Gare

Établissements secondaires :
- l'école secondaire de la Magdeleine, une école publique offrant entre autres le programme d'éducation internationale (PEI);
- l'école secondaire Saint-François-Xavier, une école publique accueillant les élèves jusqu'à la troisième secondaire, après quoi ceux-ci sont transférés à l'école de la Magdeleine;
- le Collège Jean-de-la-Mennais, une école secondaire privée mixte du 3e cycle du primaire à la 5e secondaire.

Autres établissements, :
- le Centre d'éducation aux adultes du Goéland;
- le Centre de formation professionnelle Compétence-de-la-Rive-Sud.

## Site patrimonial de La Prairie
Le secteur le plus ancien de La Prairie a été déclaré site patrimonial le 23 juillet 1975 grâce à la Société d'histoire de La Prairie-de-la-Magdeleine. Le Répertoire du patrimoine culturel du Québec en dit ceci : « Il couvre une superficie de 220 acres et comprend un noyau villageois ainsi que deux zones tampons qui s'étendent au nord et au sud de celui-ci. Il est délimité par le fleuve Saint-Laurent à l'ouest, la rue Saint-Laurent à l'est, la rivière Saint-Jacques au nord et la rue Longtin au sud. Ce périmètre correspond à l'emplacement de la mission des Jésuites, du fort de La Prairie ainsi que du vieux bourg. Le territoire se compose de basses terres fertiles au relief peu accusé, la partie du vieux bourg se trouvant sur l'une des rares éminences. »

Quelques maisons patrimoniales
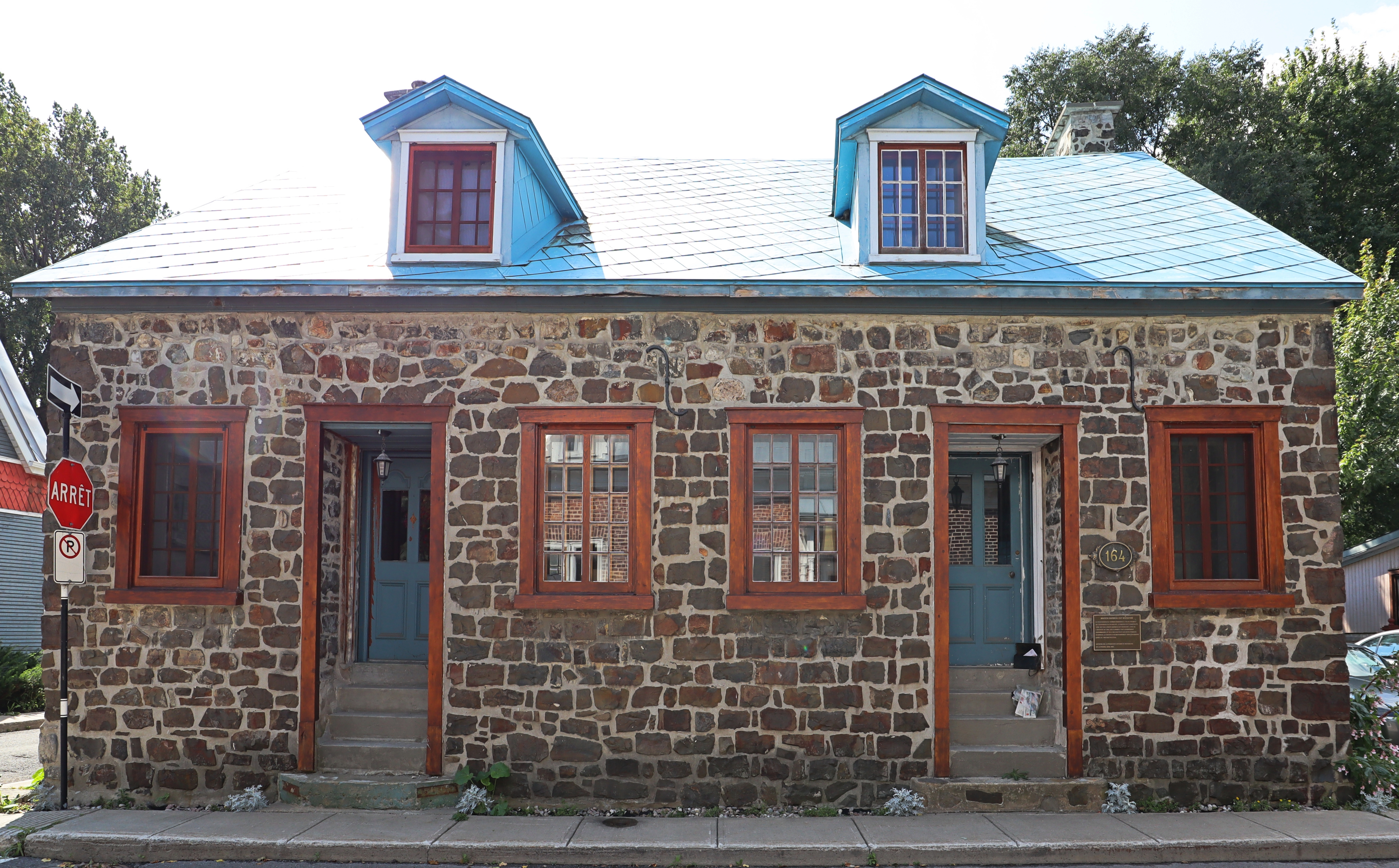
Maison Barbeau dit Boisdoré
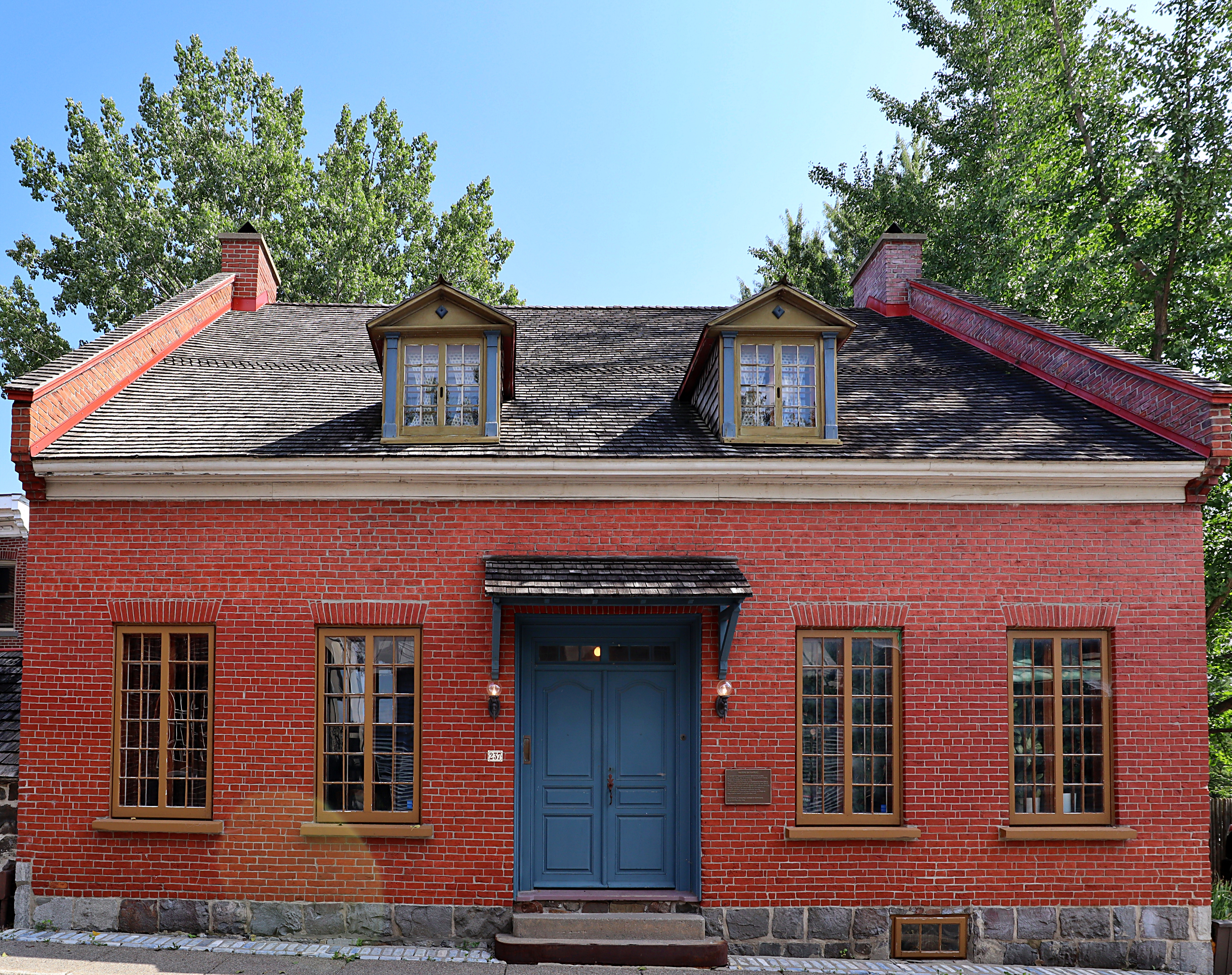
Maison Sauvageau
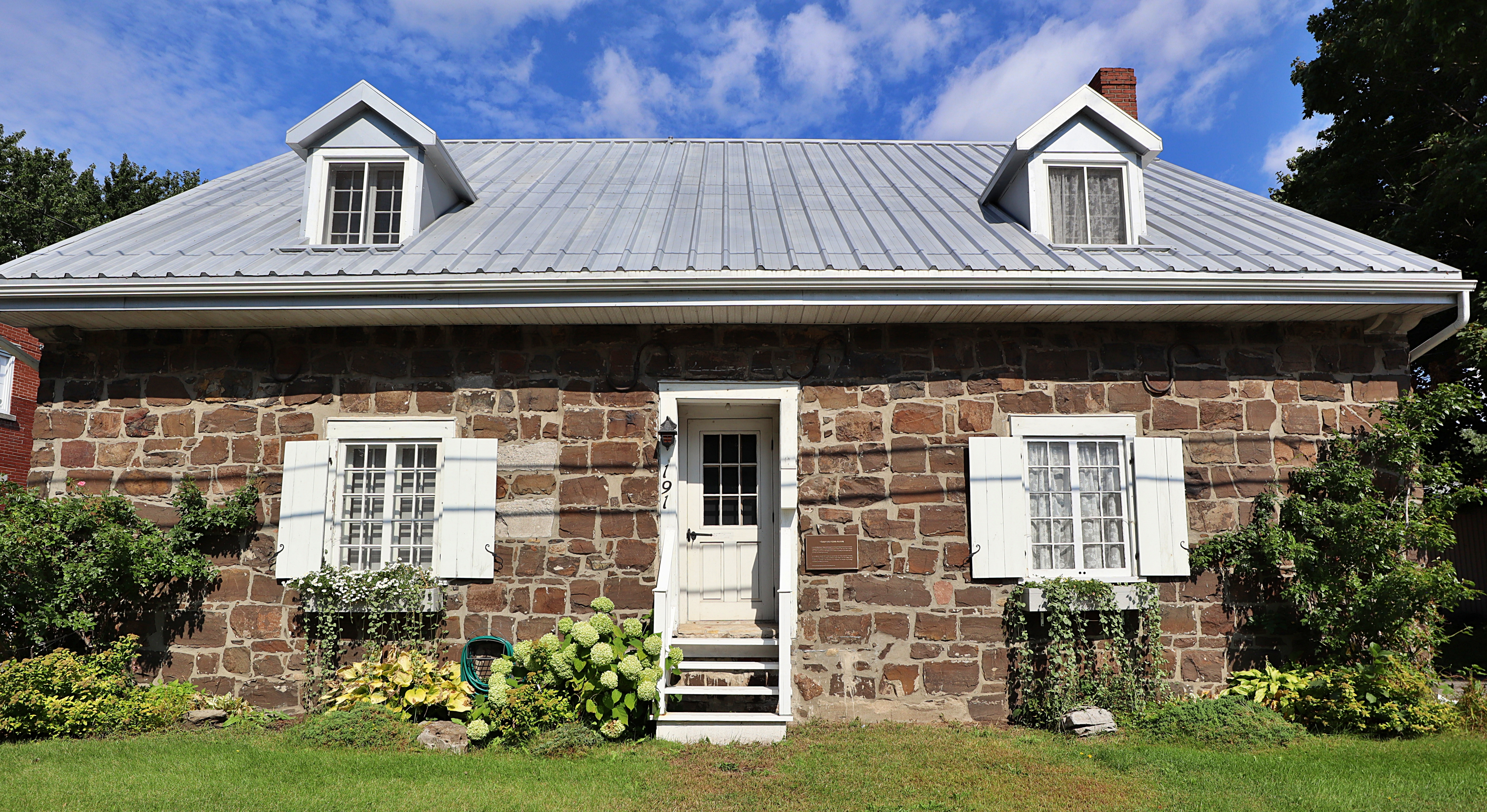
Maison François-Plante
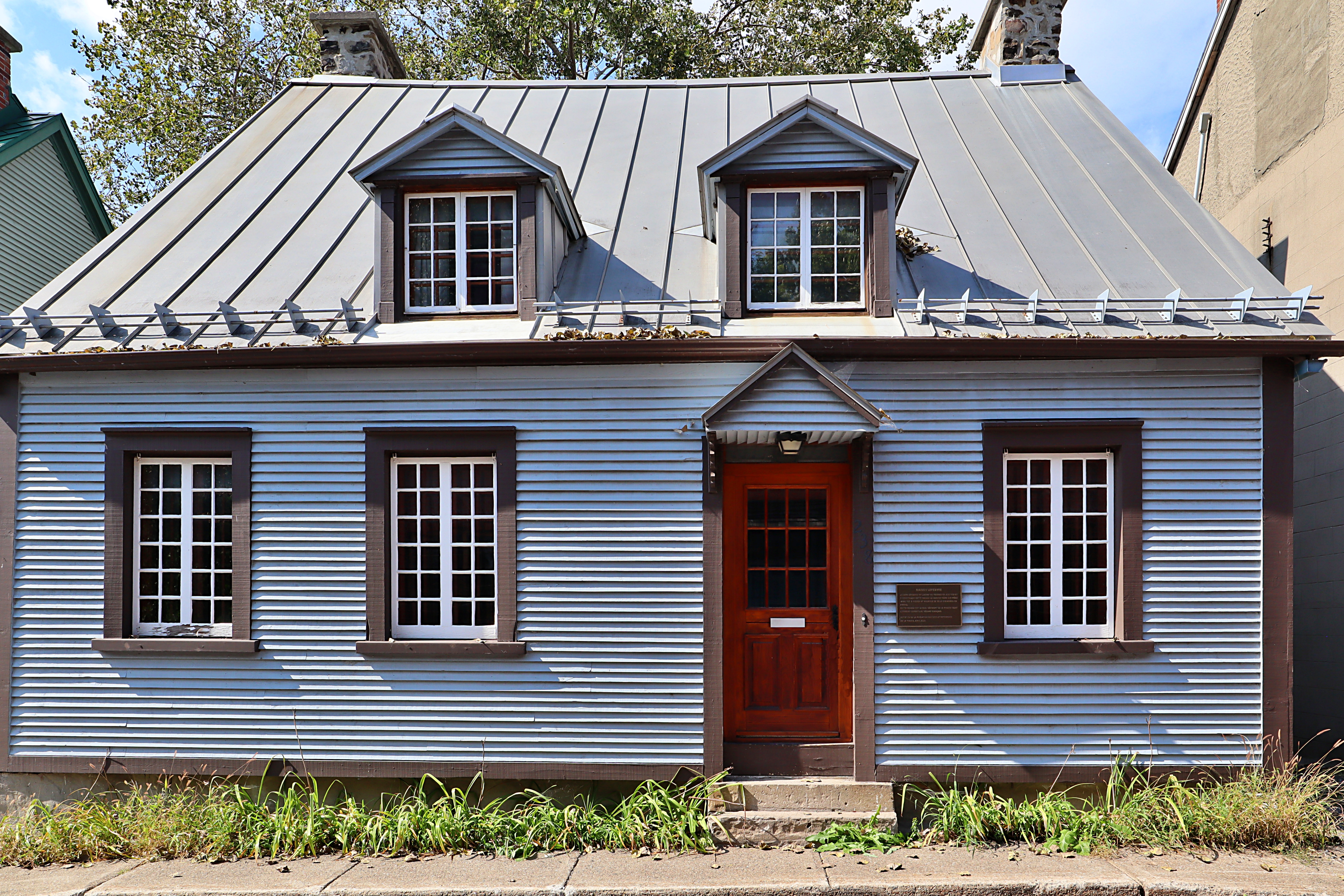
Maison Lefebvre (1729)
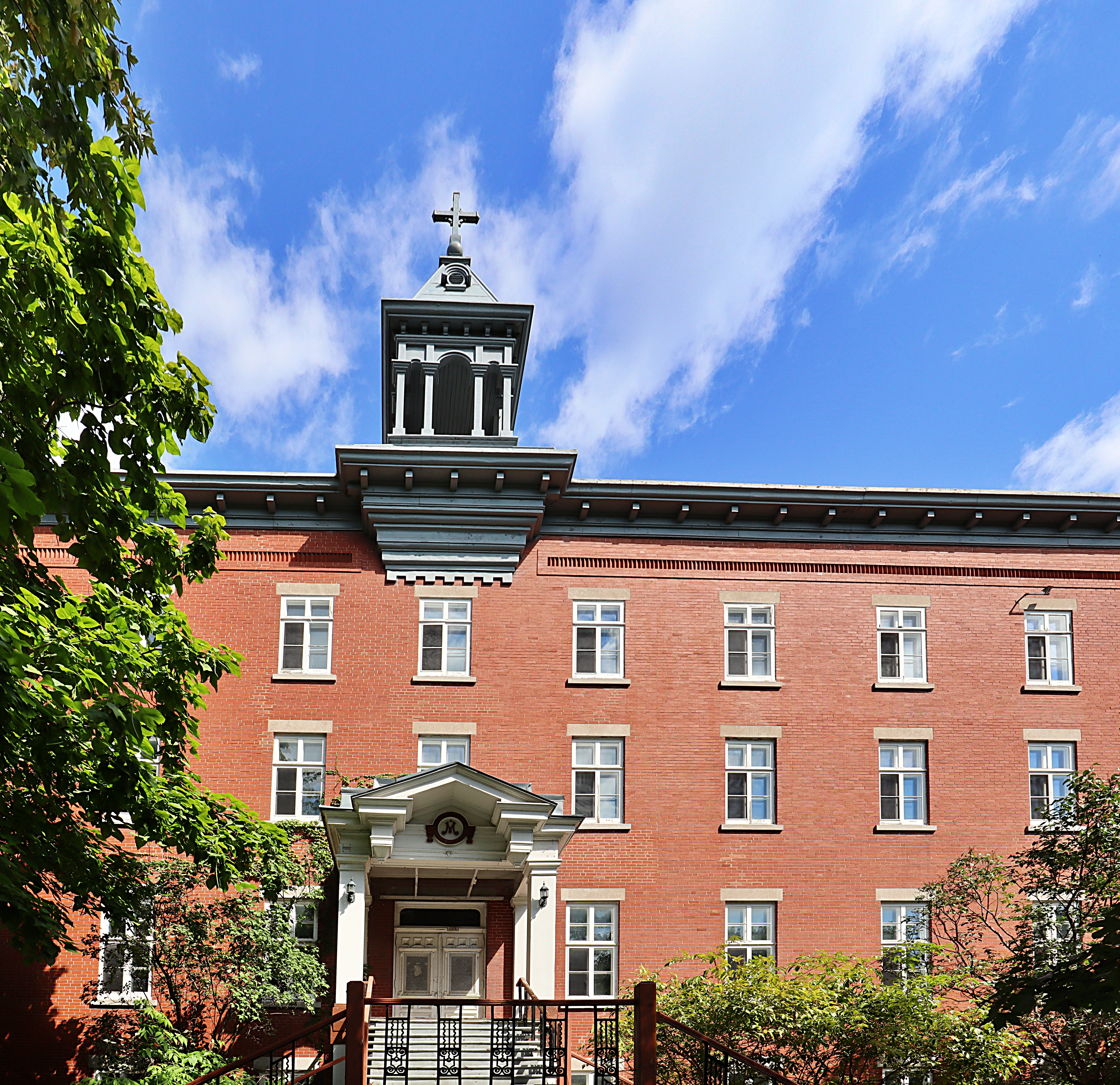
Ancien couvent
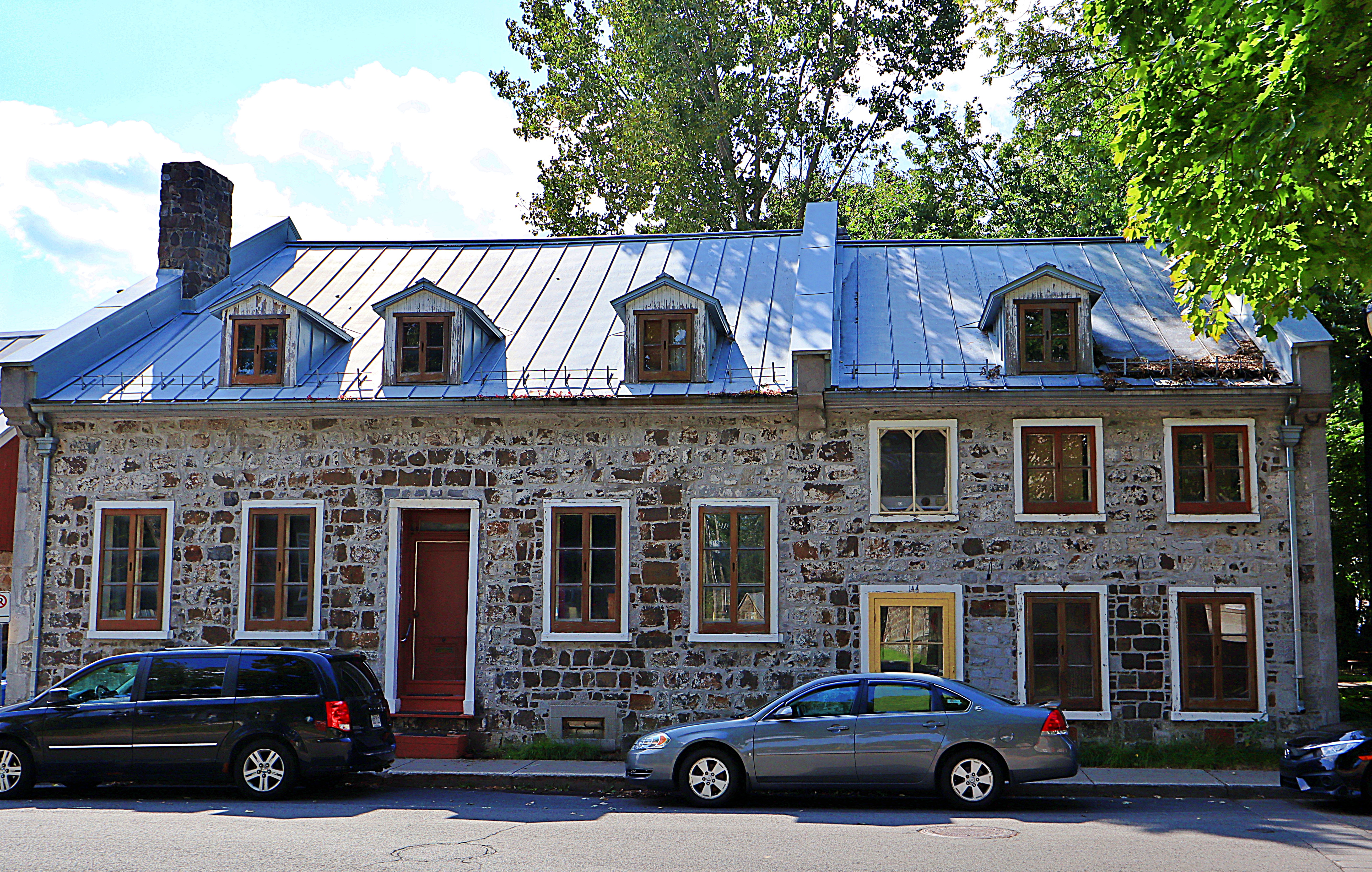
Maison Varin (1826)

## Galerie

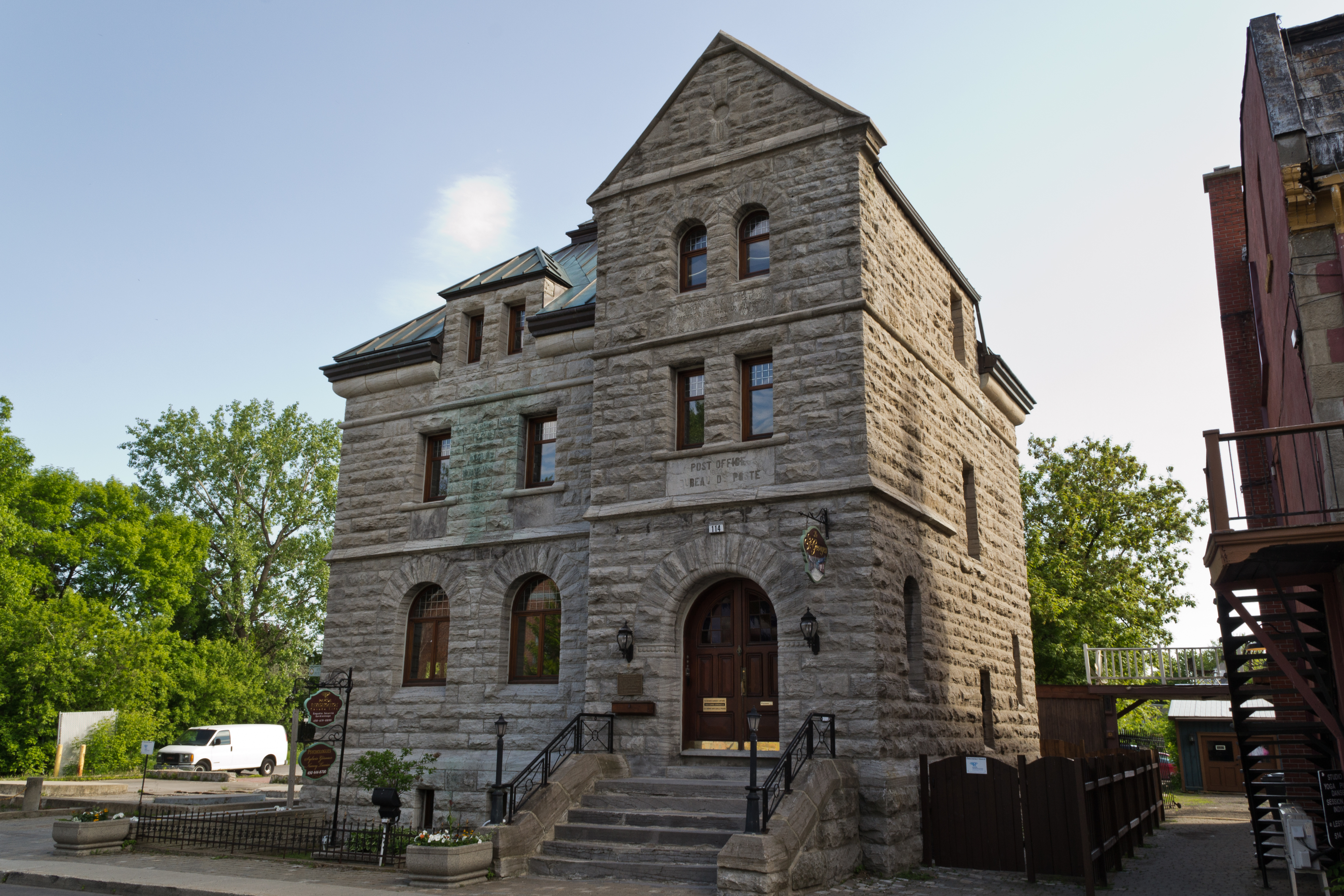
Ancien bureau de poste de 1892 à 1954.
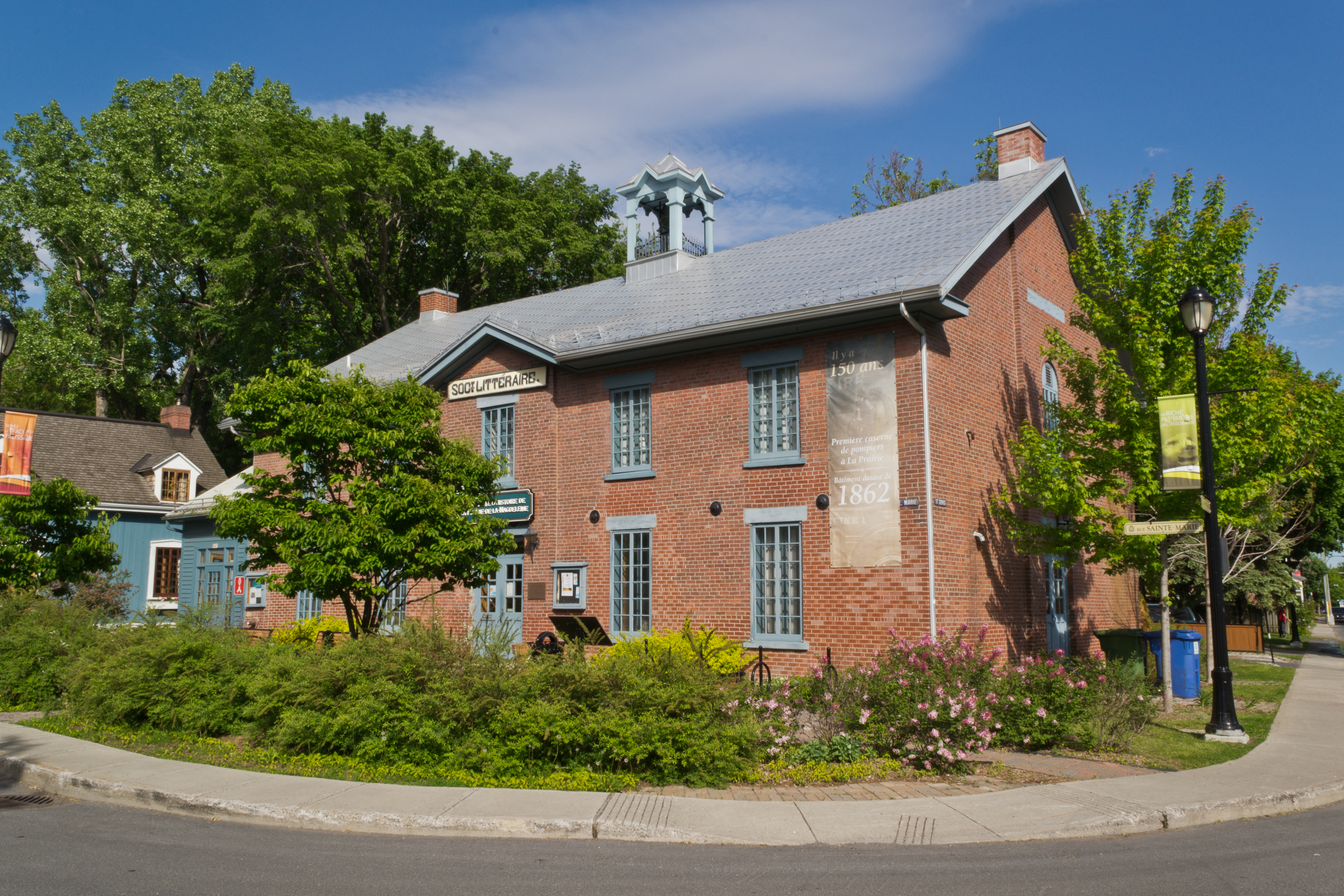
Ancienne caserne de pompiers, devenue le principal centre d'opération de la SHLM.
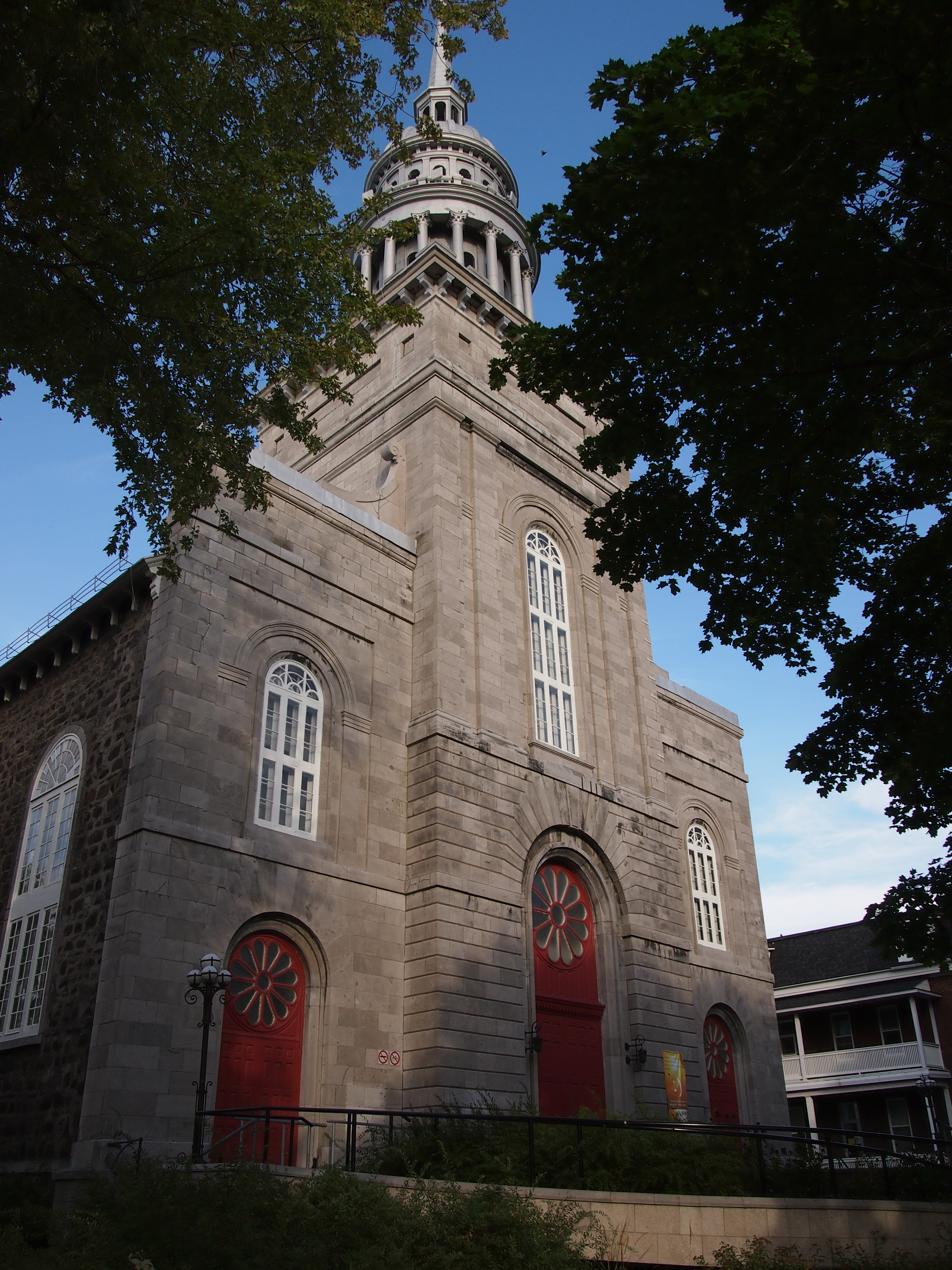
Église de La-Nativité-de-la-Sainte-Vierge
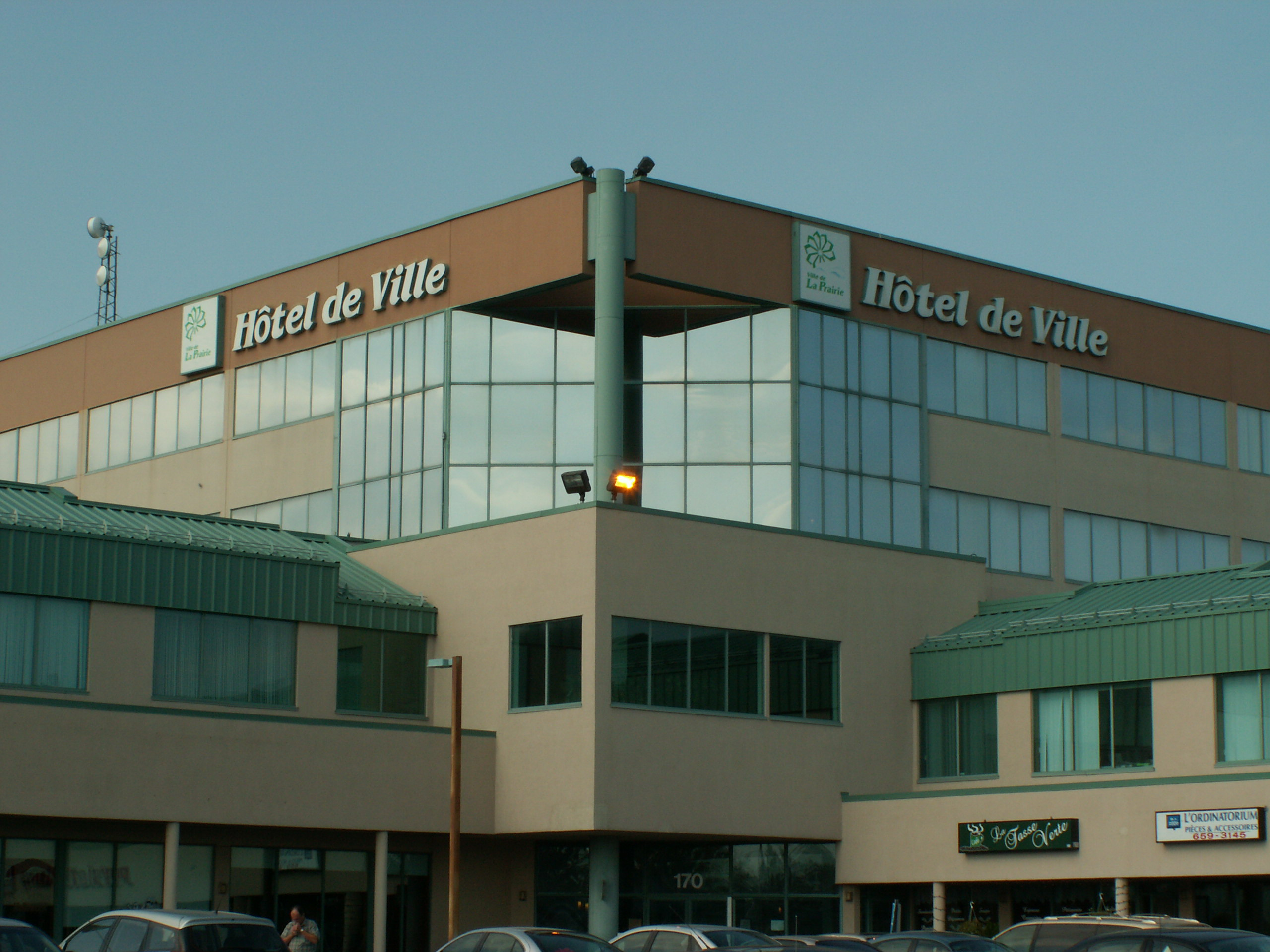
Hôtel de ville.
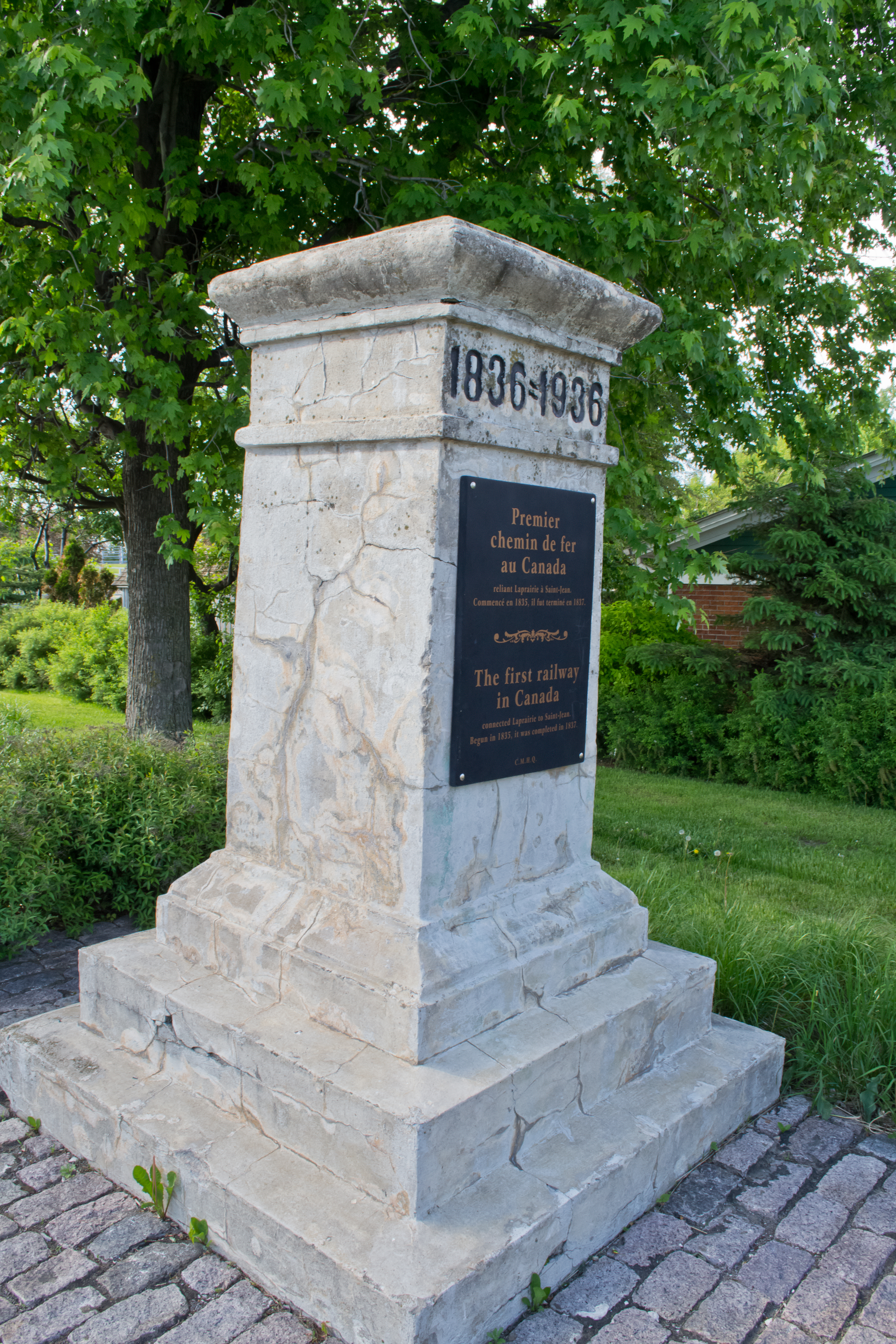
Monument en l'honneur du premier chemin de fer au Canada.
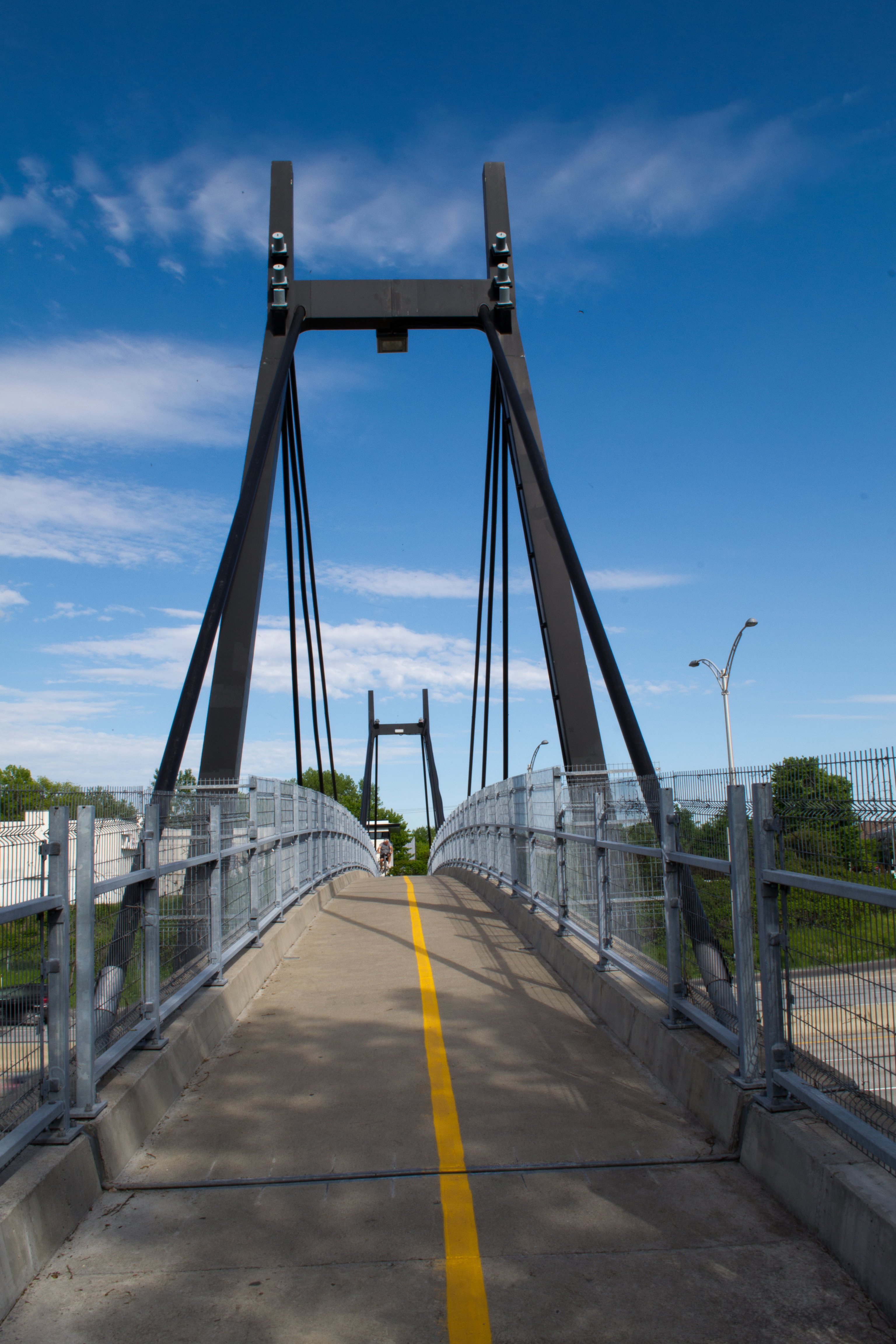
Pont à vélos.
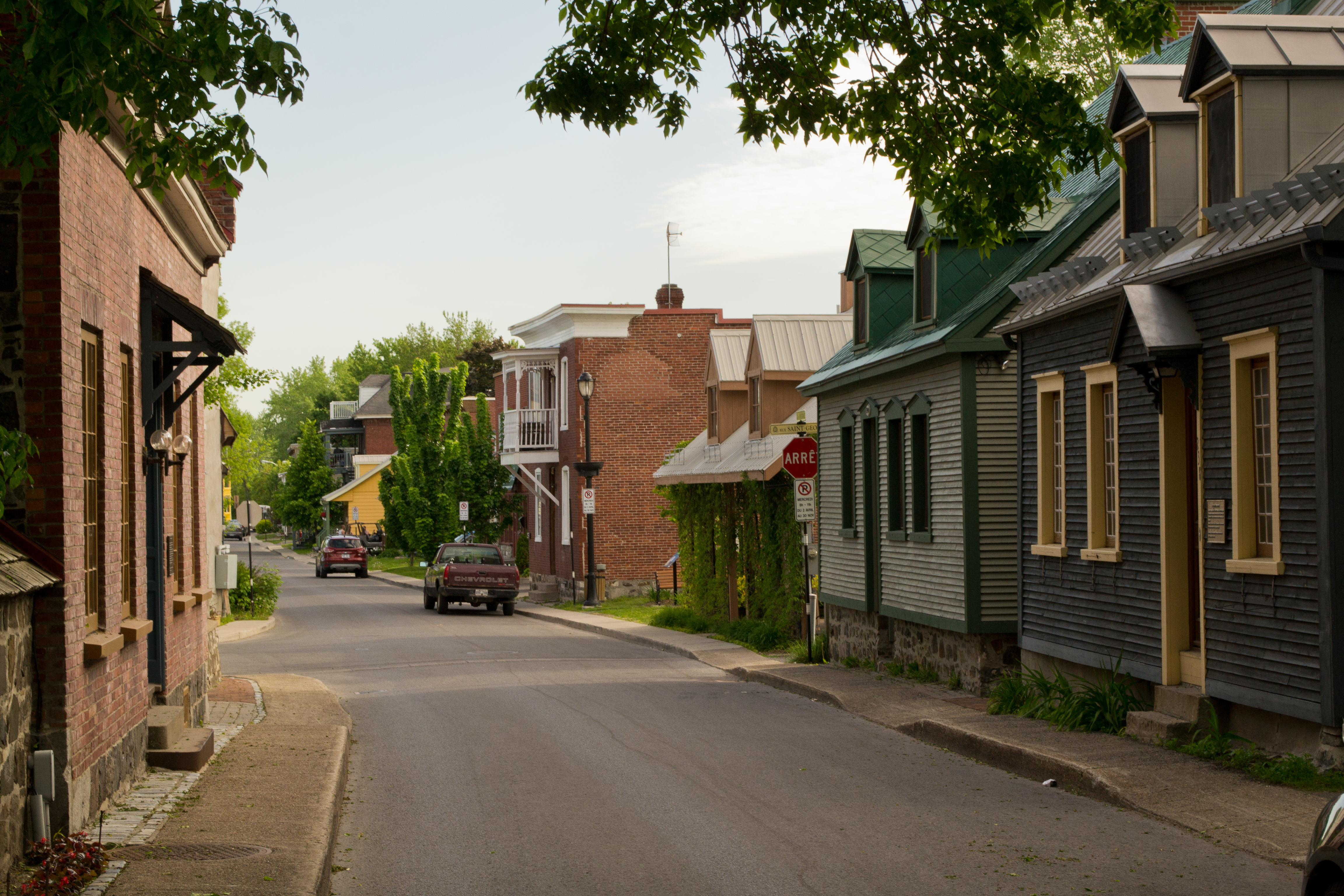
Rue Saint-Ignace.
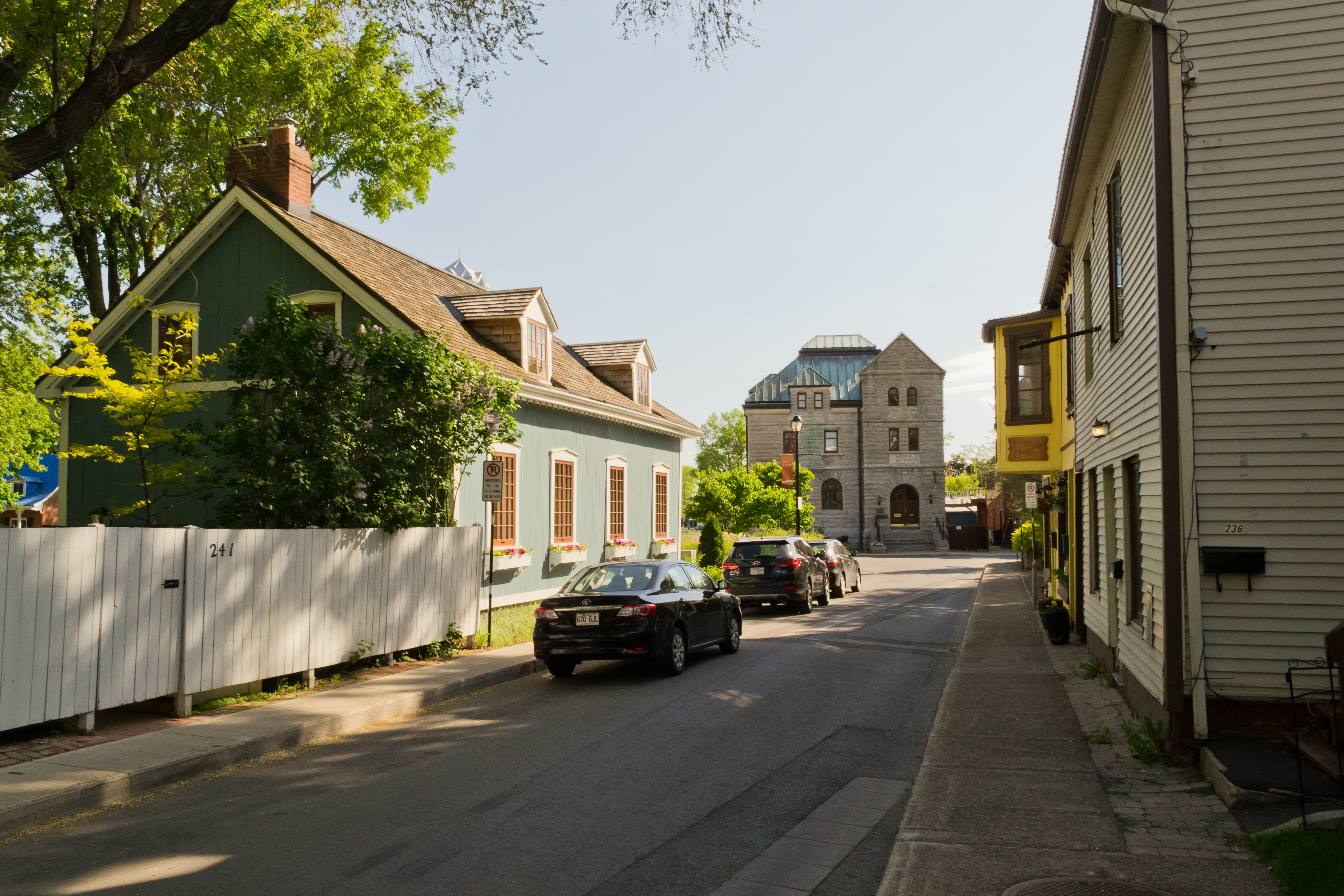
Rue Sainte-Marie.
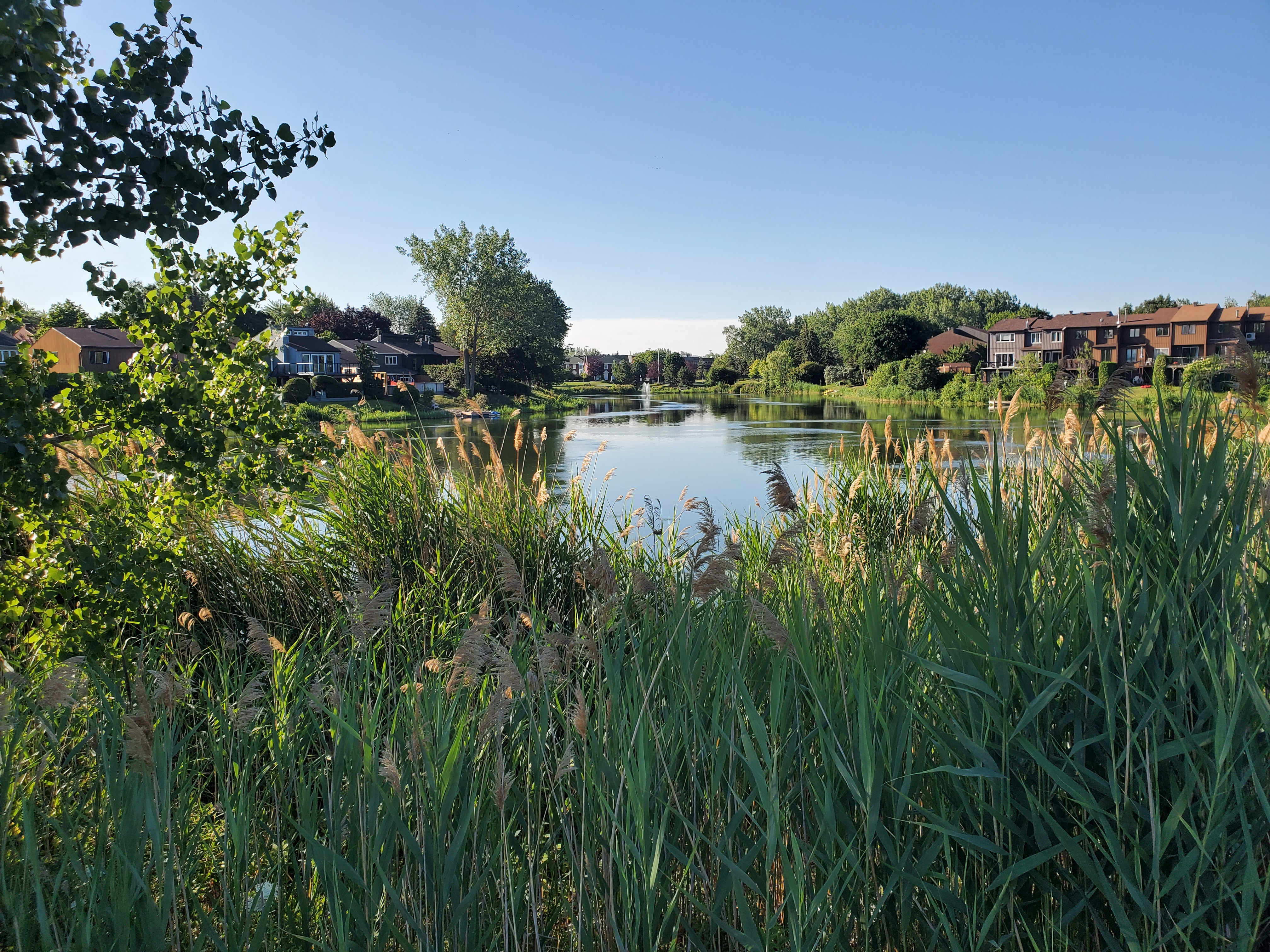
Lac urbain vu de la piste cyclable.
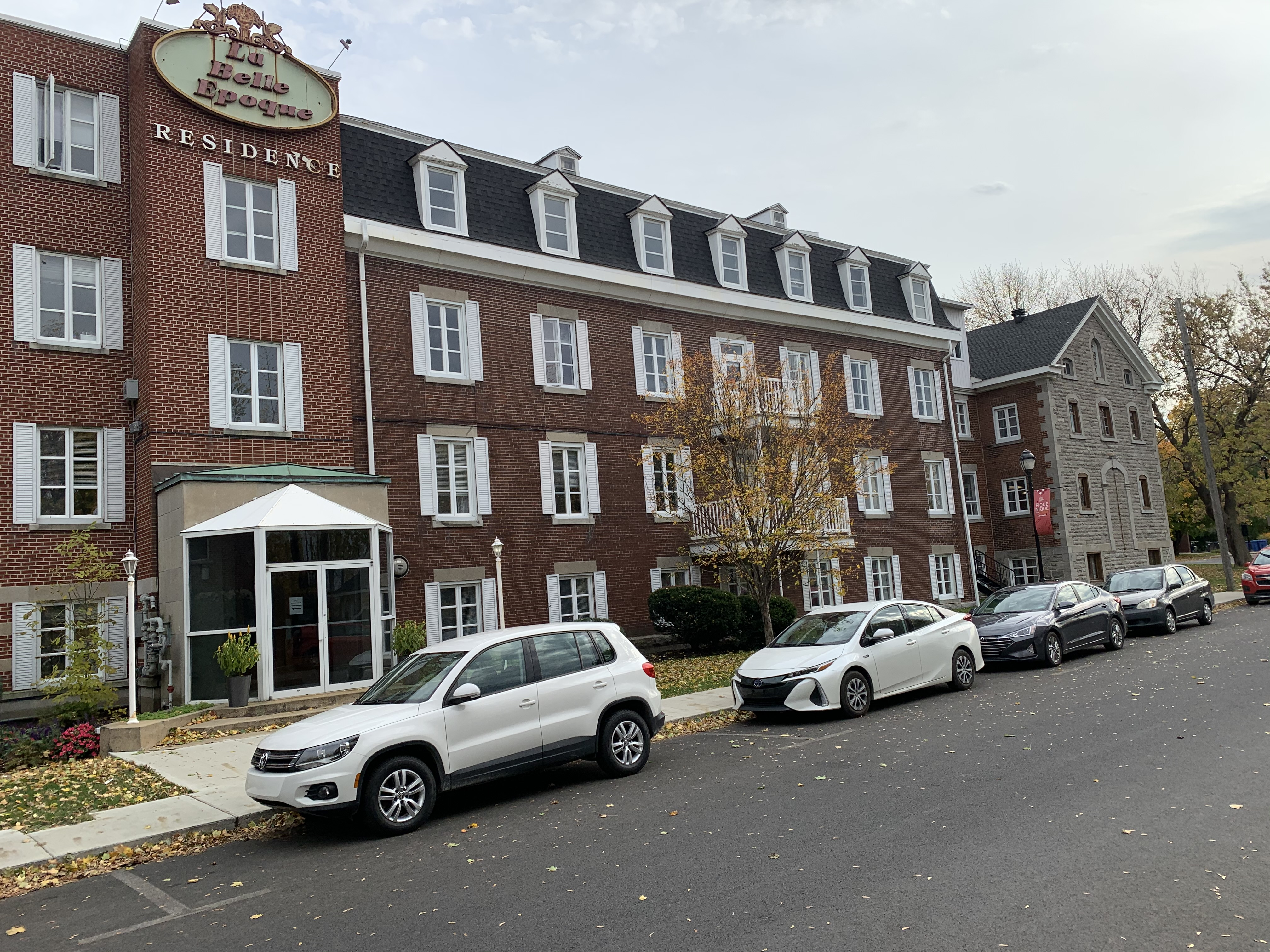
La résidence pour personnes âgées La Belle Époque, dont la section principale  constituait le couvent des Sœurs de la Providence jusqu'en 1987[12].